# Łęka Wielka (osada)
Łęka Wielka – osada w Polsce położona w województwie wielkopolskim, w powiecie gostyńskim, w gminie Poniec. 
W latach 1975–1998 miejscowość administracyjnie należała do województwa leszczyńskiego.